# Pernelle Carron
Pernelle Carron, född 20 augusti 1986 i Villefranche-sur-Saône, Rhône, Frankrike, är en fransk konståkare. Hennes främsta merit är en sjätteplats i paråkning vid EM i konståkning 2009.